# Aleksej Petrov (sollevatore)
Aleksej Aleksandrovič Petrov (in russo Алексей Александрович Петров?; Volgograd, 8 settembre 1974) è un ex sollevatore russo campione olimpico, mondiale ed europeo che ha gareggiato nella categoria dei pesi medio-massimi (fino a 91/94 kg.).

## Carriera
Aleksej Petrov divenne campione mondiale juniores nel 1992 nei pesi massimi leggeri e nel 1993 nei pesi medio-massimi (fino a 91 kg.) e un anno dopo esordì tra i seniores ai Campionati europei di Sokolov 1994, vincendo subito la medaglia d'oro con 412,5 kg. nel totale, battendo il georgiano Kakhi Kakhiashvili (400 kg.), campione olimpico in carica, ed il bulgaro Ivan Čakǎrov (395 kg.), campione mondiale in carica.
Lo stesso anno vinse anche la medaglia d'oro ai Campionati mondiali di Istanbul con lo stesso risultato nel totale dei precedenti Campionati europei, battendo nuovamente Kakhiashvili (397,5 kg.) ed il bielorusso Viktor Beljackij (380 kg.).
Ai Campionati mondiali di Guangzhou 1995, Petrov terminò la competizione al 1º posto con 410 kg. nel totale, ma venne privato del titolo per essere risultato positivo al controllo antidoping e fu squalificato a vita.
L'anno successivo la Corte Suprema di Mosca ritenne la ex fidanzata di Petrov colpevole di avergli somministrato segretamente degli steroidi anabolizzanti per gelosia, e così Petrov fu graziato e gli fu consentito di partecipare alle Olimpiadi di Atlanta 1996, dove conquistò la medaglia d'oro con 402,5 kg. nel totale, davanti al greco Leōnidas Kokkas (390 kg.) ed al tedesco Oliver Caruso (stesso totale di Kokkas).
Dopo una pausa dalle competizioni di tre anni, Petrov ritornò in gara in occasione dei Campionati mondiali di Atene, sempre nella categoria dei pesi medio-massimi, il cui limite nel frattempo era stato elevato a 94 kg., arrivando al 5º posto finale con 395 kg. nel totale.
L'anno successivo prese parte alle Olimpiadi di Sydney 2000, riuscendo a conquistare la medaglia di bronzo con 402,5 kg. nel totale, dietro a Kakhiashvili ed al polacco Szymon Kołecki, rispettivamente oro e argento entrambi con 405 kg. nel totale.
Nel 2002 Petrov fu ancora medaglia d'oro ai Campionati europei di Antalya con 400 kg. nel totale, battendo il bulgaro Milen Dobrev (397,5 kg.) e l'azero Nizami Paşayev (395 kg.).
Nel 2003 Petrov partecipò alla sua ultima competizione internazionale in occasione dei Campionati mondiali di Vancouver, dove si piazzò al 2º posto nella prova di strappo ma fallendo i tre tentativi nella prova di slancio, terminando così fuori classifica.
Nel corso della sua carriera realizzò cinque record del mondo, di cui due nella prova di strappo, due nella prova di slancio ed uno nel totale.